# Jauja (provincie)
Jauja is een provincie in de regio Junín in Peru. De provincie heeft een oppervlakte van  3.749 km² en telt 83.796 inwoners (2015). De hoofdplaats van de provincie is het district Jauja; dit district vormt  eveneens de stad (ciudad) Jauja.

## Bestuurlijke indeling
De provincie Jauja is verdeeld in 34 districten, UBIGEO tussen haakjes:
- (120402) Acolla
- (120403) Apata
- (120404) Ataura
- (120405) Canchayllo
- (120406) Curicaca
- (120407) El Mantaro
- (120408) Huamalí
- (120409) Huaripampa
- (120410) Huertas
- (120411) Janjaillo
- (120401) Jauja, hoofdplaats van de provincie en vormt eveneens de stad (ciudad) Jauja
- (120412) Julcán
- (120413) Leonor Ordóñez
- (120414) Llocllapampa
- (120415) Marco
- (120416) Masma
- (120417) Masma Chicche
- (120418) Molinos
- (120419) Monobamba
- (120420) Muqui
- (120421) Muquiyauyo
- (120422) Paca
- (120423) Paccha
- (120424) Pancán
- (120425) Parco
- (120426) Pomacancha
- (120427) Ricrán
- (120428) San Lorenzo
- (120429) San Pedro de Chunan
- (120430) Sausa
- (120431) Sincos
- (120432) Tunan Marca
- (120433) Yauli
- (120434) Yauyos

Chanchamayo · Chupaca · Concepción · Huancayo · Jauja · Junín · Satipo · Tarma · Yauli